# Melbert Ford
Melbert Ray Ford, Jr. (9 de janeiro de 1960 - 9 de junho de 2010) foi um criminoso norte-americano. Ele foi condenado à morte por injeção letal em 1987 ao matar sua ex-namorada, Martha Carvalho Matich, e Lisa Chapman, sua sobrinha de 11 anos de idade em 6 de março de 1986.
Seu pedido para a última refeição foi fritado de peixe e camarão, batata cozida, salada, milho cozido, sorvete, queijo e refrigerante.